# Donnchad mac Cellacháin
Donnchad mac Cellacháin (fl. 961–963) est le fils  Cellachán Caisil qui est réputé avoir brièvement régné comme roi de  Eóganacht Chaisil de 961 jusqu'en 963,, avant d'être  tué par un parent.

## Contexte
Bien que selon les spécialistes contemporains il ait comme successeur immédiat  Mathgamain mac Cennétig des Dál gCais, ce dernier ne devient véritablement pleinement roi de Munster que vers 969, comme l'admet le Cogad Gáedel re Gallaib une source proche des Dál gCais. Il est donc possible que Máelmuad mac Brain issu des Eóganacht Raithleann qui devient ensuite roi régional de Munster ne l'ait supplanté dès 959, et que de ce fait que Donnchad n'ait été lui-même que roi titulaire de Chaisil.
Il est néanmoins l'ancêtre des Mac Carthy 